# Llista d'asteroides/149301-149400
| Nom      | Designació provisional | Data de descobriment   | Lloc de descobriment | Descobridor/s                |
| -------- | ---------------------- | ---------------------- | -------------------- | ---------------------------- |
| 149301 - | 2002 TF292             | 10 d'octubre de 2002   | Socorro              | LINEAR                       |
| 149302 - | 2002 TJ292             | 10 d'octubre de 2002   | Socorro              | LINEAR                       |
| 149303 - | 2002 TT295             | 13 d'octubre de 2002   | Palomar              | NEAT                         |
| 149304 - | 2002 TH297             | 11 d'octubre de 2002   | Socorro              | LINEAR                       |
| 149305 - | 2002 TL376             | 9 d'octubre de 2002    | Palomar              | NEAT                         |
| 149306 - | 2002 UF1               | 28 d'octubre de 2002   | Kitt Peak            | Spacewatch                   |
| 149307 - | 2002 UQ1               | 28 d'octubre de 2002   | Tenagra II           | C. W. Juels, P. R. Holvorcem |
| 149308 - | 2002 UE2               | 26 d'octubre de 2002   | Haleakala            | NEAT                         |
| 149309 - | 2002 UJ4               | 28 d'octubre de 2002   | Socorro              | LINEAR                       |
| 149310 - | 2002 UY19              | 30 d'octubre de 2002   | Haleakala            | NEAT                         |
| 149311 - | 2002 UR25              | 30 d'octubre de 2002   | Haleakala            | NEAT                         |
| 149312 - | 2002 UQ32              | 30 d'octubre de 2002   | Haleakala            | NEAT                         |
| 149313 - | 2002 UT32              | 30 d'octubre de 2002   | Kvistaberg           | Uppsala-DLR Asteroid Survey  |
| 149314 - | 2002 UX33              | 31 d'octubre de 2002   | Kitt Peak            | Spacewatch                   |
| 149315 - | 2002 UL34              | 30 d'octubre de 2002   | Palomar              | NEAT                         |
| 149316 - | 2002 UF37              | 31 d'octubre de 2002   | Anderson Mesa        | LONEOS                       |
| 149317 - | 2002 UO49              | 31 d'octubre de 2002   | Socorro              | LINEAR                       |
| 149318 - | 2002 UW70              | 31 d'octubre de 2002   | Haleakala            | NEAT                         |
| 149319 - | 2002 VB                | 1 de novembre de 2002  | Pla D'Arguines       | Pla D'Arguines               |
| 149320 - | 2002 VG13              | 4 de novembre de 2002  | Palomar              | NEAT                         |
| 149321 - | 2002 VH15              | 6 de novembre de 2002  | Socorro              | LINEAR                       |
| 149322 - | 2002 VM21              | 5 de novembre de 2002  | Socorro              | LINEAR                       |
| 149323 - | 2002 VB22              | 5 de novembre de 2002  | Socorro              | LINEAR                       |
| 149324 - | 2002 VZ26              | 5 de novembre de 2002  | Socorro              | LINEAR                       |
| 149325 - | 2002 VY31              | 5 de novembre de 2002  | Socorro              | LINEAR                       |
| 149326 - | 2002 VM36              | 5 de novembre de 2002  | Socorro              | LINEAR                       |
| 149327 - | 2002 VP39              | 5 de novembre de 2002  | Socorro              | LINEAR                       |
| 149328 - | 2002 VQ39              | 5 de novembre de 2002  | Socorro              | LINEAR                       |
| 149329 - | 2002 VP42              | 6 de novembre de 2002  | Socorro              | LINEAR                       |
| 149330 - | 2002 VD46              | 5 de novembre de 2002  | Palomar              | NEAT                         |
| 149331 - | 2002 VH50              | 5 de novembre de 2002  | Anderson Mesa        | LONEOS                       |
| 149332 - | 2002 VR61              | 5 de novembre de 2002  | Socorro              | LINEAR                       |
| 149333 - | 2002 VX62              | 6 de novembre de 2002  | Socorro              | LINEAR                       |
| 149334 - | 2002 VK67              | 7 de novembre de 2002  | Socorro              | LINEAR                       |
| 149335 - | 2002 VW68              | 7 de novembre de 2002  | Anderson Mesa        | LONEOS                       |
| 149336 - | 2002 VS71              | 7 de novembre de 2002  | Socorro              | LINEAR                       |
| 149337 - | 2002 VD78              | 7 de novembre de 2002  | Socorro              | LINEAR                       |
| 149338 - | 2002 VV78              | 7 de novembre de 2002  | Socorro              | LINEAR                       |
| 149339 - | 2002 VZ79              | 7 de novembre de 2002  | Socorro              | LINEAR                       |
| 149340 - | 2002 VD86              | 8 de novembre de 2002  | Socorro              | LINEAR                       |
| 149341 - | 2002 VZ88              | 11 de novembre de 2002 | Anderson Mesa        | LONEOS                       |
| 149342 - | 2002 VD96              | 11 de novembre de 2002 | Anderson Mesa        | LONEOS                       |
| 149343 - | 2002 VT96              | 11 de novembre de 2002 | Socorro              | LINEAR                       |
| 149344 - | 2002 VT108             | 12 de novembre de 2002 | Socorro              | LINEAR                       |
| 149345 - | 2002 VB121             | 12 de novembre de 2002 | Palomar              | NEAT                         |
| 149346 - | 2002 VF121             | 12 de novembre de 2002 | Palomar              | NEAT                         |
| 149347 - | 2002 VN127             | 14 de novembre de 2002 | Socorro              | LINEAR                       |
| 149348 - | 2002 VS130             | 7 de novembre de 2002  | Kitt Peak            | M. W. Buie                   |
| 149349 - | 2002 VA131             | 9 de novembre de 2002  | Kitt Peak            | M. W. Buie                   |
| 149350 - | 2002 VR134             | 6 de novembre de 2002  | Socorro              | LINEAR                       |
| 149351 - | 2002 WD8               | 24 de novembre de 2002 | Palomar              | NEAT                         |
| 149352 - | 2002 WJ15              | 28 de novembre de 2002 | Anderson Mesa        | LONEOS                       |
| 149353 - | 2002 XN5               | 1 de desembre de 2002  | Socorro              | LINEAR                       |
| 149354 - | 2002 XF19              | 2 de desembre de 2002  | Socorro              | LINEAR                       |
| 149355 - | 2002 XO24              | 5 de desembre de 2002  | Socorro              | LINEAR                       |
| 149356 - | 2002 XR28              | 5 de desembre de 2002  | Socorro              | LINEAR                       |
| 149357 - | 2002 XP33              | 5 de desembre de 2002  | Socorro              | LINEAR                       |
| 149358 - | 2002 XQ33              | 5 de desembre de 2002  | Socorro              | LINEAR                       |
| 149359 - | 2002 XW35              | 5 de desembre de 2002  | Socorro              | LINEAR                       |
| 149360 - | 2002 XD36              | 5 de desembre de 2002  | Socorro              | LINEAR                       |
| 149361 - | 2002 XH36              | 5 de desembre de 2002  | Socorro              | LINEAR                       |
| 149362 - | 2002 XZ41              | 6 de desembre de 2002  | Socorro              | LINEAR                       |
| 149363 - | 2002 XD45              | 8 de desembre de 2002  | Haleakala            | NEAT                         |
| 149364 - | 2002 XQ47              | 10 de desembre de 2002 | Socorro              | LINEAR                       |
| 149365 - | 2002 XZ50              | 10 de desembre de 2002 | Socorro              | LINEAR                       |
| 149366 - | 2002 XO52              | 10 de desembre de 2002 | Socorro              | LINEAR                       |
| 149367 - | 2002 XT59              | 10 de desembre de 2002 | Palomar              | NEAT                         |
| 149368 - | 2002 XY62              | 11 de desembre de 2002 | Socorro              | LINEAR                       |
| 149369 - | 2002 XU65              | 12 de desembre de 2002 | Socorro              | LINEAR                       |
| 149370 - | 2002 XN67              | 10 de desembre de 2002 | Socorro              | LINEAR                       |
| 149371 - | 2002 XR69              | 5 de desembre de 2002  | Socorro              | LINEAR                       |
| 149372 - | 2002 XC71              | 10 de desembre de 2002 | Socorro              | LINEAR                       |
| 149373 - | 2002 XW80              | 11 de desembre de 2002 | Socorro              | LINEAR                       |
| 149374 - | 2002 XB81              | 11 de desembre de 2002 | Socorro              | LINEAR                       |
| 149375 - | 2002 XK81              | 11 de desembre de 2002 | Socorro              | LINEAR                       |
| 149376 - | 2002 XB86              | 11 de desembre de 2002 | Socorro              | LINEAR                       |
| 149377 - | 2002 XT86              | 11 de desembre de 2002 | Socorro              | LINEAR                       |
| 149378 - | 2002 XF94              | 3 de desembre de 2002  | Palomar              | S. F. Hönig                  |
| 149379 - | 2002 XE99              | 5 de desembre de 2002  | Socorro              | LINEAR                       |
| 149380 - | 2002 YJ4               | 28 de desembre de 2002 | Anderson Mesa        | LONEOS                       |
| 149381 - | 2002 YX9               | 31 de desembre de 2002 | Socorro              | LINEAR                       |
| 149382 - | 2002 YJ10              | 31 de desembre de 2002 | Socorro              | LINEAR                       |
| 149383 - | 2002 YM15              | 31 de desembre de 2002 | Socorro              | LINEAR                       |
| 149384 - | 2002 YY19              | 31 de desembre de 2002 | Socorro              | LINEAR                       |
| 149385 - | 2002 YS23              | 31 de desembre de 2002 | Socorro              | LINEAR                       |
| 149386 - | 2003 AQ1               | 1 de gener de 2003     | Socorro              | LINEAR                       |
| 149387 - | 2003 AZ4               | 1 de gener de 2003     | Socorro              | LINEAR                       |
| 149388 - | 2003 AJ6               | 1 de gener de 2003     | Socorro              | LINEAR                       |
| 149389 - | 2003 AA8               | 2 de gener de 2003     | Anderson Mesa        | LONEOS                       |
| 149390 - | 2003 AN8               | 3 de gener de 2003     | Kitt Peak            | Spacewatch                   |
| 149391 - | 2003 AE11              | 1 de gener de 2003     | Socorro              | LINEAR                       |
| 149392 - | 2003 AS14              | 2 de gener de 2003     | Anderson Mesa        | LONEOS                       |
| 149393 - | 2003 AY23              | 4 de gener de 2003     | Socorro              | LINEAR                       |
| 149394 - | 2003 AD31              | 4 de gener de 2003     | Socorro              | LINEAR                       |
| 149395 - | 2003 AM37              | 7 de gener de 2003     | Socorro              | LINEAR                       |
| 149396 - | 2003 AU39              | 7 de gener de 2003     | Socorro              | LINEAR                       |
| 149397 - | 2003 AM41              | 7 de gener de 2003     | Socorro              | LINEAR                       |
| 149398 - | 2003 AW41              | 7 de gener de 2003     | Socorro              | LINEAR                       |
| 149399 - | 2003 AQ42              | 7 de gener de 2003     | Haleakala            | NEAT                         |
| 149400 - | 2003 AB50              | 5 de gener de 2003     | Socorro              | LINEAR                       |